# Tico Torres

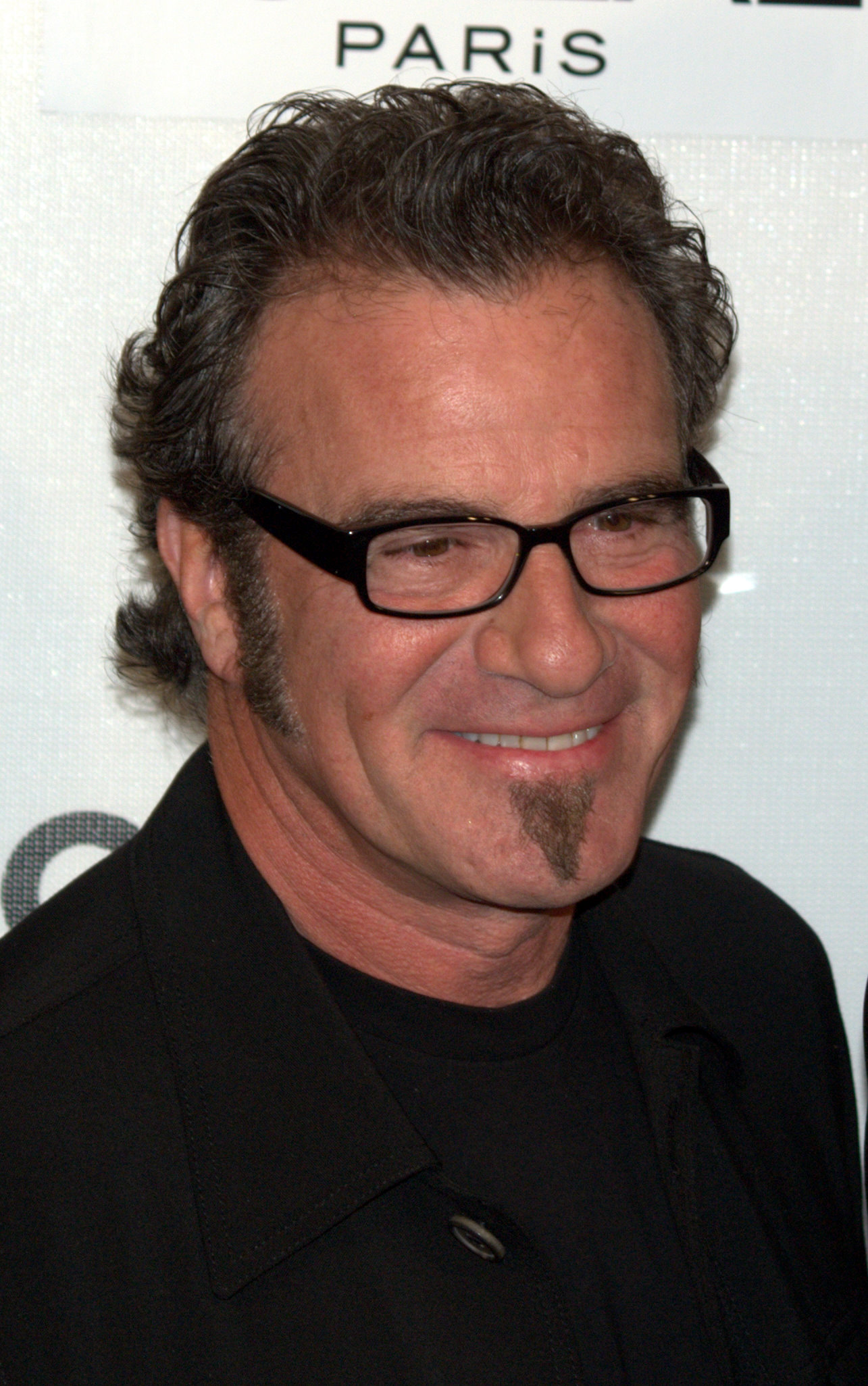
Tico Torres

Tico Torres, eg. Hector Samuel Juan Torres, född 7 oktober 1953 i New York, är en amerikansk musiker. Han spelar trummor och percussion i bandet Bon Jovi.
Torres var gift med Eva Herzigova, de skilde sig 1999. Han är nu gift med Maria Alejandra Marquez; de har en son, Hector Alexander, född 9 januari 2004. Tico Torres har gjort en baby-kollektion tillsammans med Jon Bon Jovi kallad "The Rock Star Baby Line", bestående av babykläder, nappar m.m, designat av de två.